# Escudo de Tarragona

Escudo de Tarragona

El escudo de la ciudad de Tarragona consiste en un campo de oro (amarillo o dorado), con cuatro verados en ondas de gules (rojo) en palo.
Se trata, pues, de una variación del Señal Real de la Corona de Aragón (Tarragona es de jurisdicción real desde 1173), en la que los cuatro palos de gules se han modificado en verados. Como sucede con muchos escudos de los primeros tiempos de la heráldica, se trata de elementos geométricos sin ninguna significación concreta más allá de la señoría real de la ciudad en la Edad Media.
En el diseño que se aprobó por el pleno municipal el 39 de noviembre de 1892, y que se ha usado desde entonces, se representa sobre pergamino de plata. Por timbre, la llamada corona de príncipe, abierta y sin diademas que es un círculo de oro (aunque habitualmente representado en plata o blanco), engastado de piedras preciosas, compuesto de ocho florones, visibles cinco, interpolados de perlas; surmontada de una palma de sínople (verde). El todo rodeado por una corona formada por una rama de laurel y otra de encina de sínople unidas por una cinta de púrpura con el lema Fidelísima y Ejemplar (que habitualmente no se representa).

Escudo clásico de Tarragona

## La formación histórica del escudo
Los testimonios más antiguos conservados de los verados en pal del blasón de Tarragona son del siglo XIV, ya que aparecen en libros de actas del Consejo Municipal de 1369, 1388 y 1397, aunque sin representación del color. Las primeras referencias al color del escudo son del siglo XV. Así, en 1416, hay constancia de la compra de seda roja y amarilla para unos pendones con las ondas o señal de la ciudad y hay anotaciones similares de 1443, 1447 y 1448. Las primeras imágenes a color del escudo son de 1465 (Liber notacionum praesentis civitatis) y de 1568 (Llibre de les actes de les aygües).
La corona y palma sobre el escudo de armas provienen de un privilegio concedido por Felipe IV, en 1645, para premiar la adhesión de los tarraconenses al bando real durante la Guerra de los Segadores. Los títulos de Fidelísima y Ejemplar fueron concedidos por Isabel II en el Real Decreto de 23 de febrero de 1856 en premio a los servicios prestados durante la Guerra de la Independencia.

## El erróneo "ondado de azur"
Con la evolución de la heráldica, a partir del siglo XVI se generaliza el uso de figuras que simbolizen alguna característica del lugar que representan: como algún accidente geográfico o el nombre (ver Heráldica#Desarrollo histórico). Respecto a las armas antiguas, que simplemente representan formas geométricas, se inicia la tradición erudita de buscarles un significado (aunque este sea legendario). En el caso del escudo tarraconense, es en este momento (1585), cuando empiezan a confundirse los verados con olas del mar.
Un siglo después, se pasó de interpretar que el escudo representa las olas del mar a pretender que sus colores sean azul sobre plata (forma habitual de representar el mar). Así, en 1675, Rodrigo Mendes Silva blasona el escudo de Tarragona como sigue:  

Haze por Armas en plateado escudo unas açules ondas de alto à abaxo, timbrado de corona.
Rodrigo Mendes Silva, Poblacion general de España: sus trofeos, blasones y conquistas heroycas… . Miranda, 1675, pág. 192 verso

El escudo de ondas de azur que llegó a ser oficial entre 1850 y 1892

En el siglo XVIII, se produce la curiosa situación de que, mientras en la ciudad se sigue usando el escudo tradicional verado de oro y gules (uso que recogen los heraldistas locales); los repertorios generales perpetúan el ondado de plata y azur inexistente, así como unas explicaciones eruditas más o menos legendarias. Este contraste entre el uso real y el erudito se alargará hasta avanzado el siglo XX y supondrá la perplejidad entre los tarraconenses cada vez que se encuentran con reproducciones de un escudo de Tarragona que no es el que han conocido.
Ya en el siglo XIX,  esta perplejidad también se manifiesta en sentido contrario. Así, Josef Salat, en el Tratado de las monedas labradas en el Principado de Cataluña, después de blasonar, siguiendo la tradición erudita, "el escudo en plata de las armas de Tarragona con líneas ó palos ondeados, que demuestran las ondas del mar, á cuya orilla está situada" se sorprende al no verlo en las monedas de Tarragona que estudia, confunde el verado tradicional con un ajedrezado como el del Condado de Urgel e incluso llega a criticar a los autores que habían dado la coloración correcta de gules y oro por confundir el escudo "de Tarragona con el de Cataluña".
En 1850, con motivo de la construcción del Congreso de los Diputados se pidió a todas las capitales de provincia una copia de su escudo para decorar el edificio. El Ayuntamiento de Tarragona comisionó al historiador local José María de Torres (discípulo de Hernández Sanahuja), quien influido por la tradición erudita, definió el escudo como ondado de azur sobre plata. Y, de esta forma, se convirtió en escudo oficial de la ciudad,  hasta que Carlos Morenés y Tord, IV barón de las Cuatro Torres, rehabilitó el escudo auténtico y original en una comunicación a la Real Sociedad Arqueológica Tarraconense en 1891. Atendiendo a dicho estudio, el Ayuntamiento de Tarragona oficializó el escudo tradicional verado en ondas de gules sobre dorado el 30 de noviembre de 1892.

## Situación actual
Según la normativa de la Generalidad de Cataluña, ésta es la institución que regula y registra los símbolos, tales como la bandera o el escudo, de las entidades locales. Para poder registrar el escudo hay que cumplir ciertas condiciones como que la forma del escudo sea caironada o embaldosada (cuadrado apoyado sobre uno de sus vértices y con una de las diagonales dispuesta verticalmente y la otra horizontalmente). Por este motivo, entre otros, el escudo oficializado en 1892 no está reconocido por la Generalitat y se considera que no es oficial.

## Escudo de la Diputación Provincial

Escudo provincial.

La Diputación Provincial de Tarragona emplea como escudo el aprobado por R. Orden de 24 de marzo de 1928, previo acuerdo de la Diputación Provincial de 3 de abril de 1927. Consiste en cuatro palos de gules sobre campo de oro, emblema de Cataluña; al que se les superpone el de Tarragona en losange (verados en ondas de oro y gules inscritos en un rombo. En la punta, de azur una Tau de plata, como emblema de la importancia del Arzobispado de Tarragona.